# Mury w Muzeum Raju
Mury w Muzeum Raju – album koncertowy Przemysława Gintrowskiego, Jacka Kaczmarskiego i Zbigniewa Łapińskiego wydany w 1991 roku przez Pomaton EMI. Recital zawiera utwory z trzech pierwszych programów Tria: Murów, Raju i Muzeum, wybrane po dziesięcioletniej przerwie.

„Mury w Muzeum Raju” to wybór najlepszych naszym zdaniem utworów z naszych trzech programów sprzed dziesięciu lat: „Murów”, „Muzeum” i „Raju”. Z perspektywy czasu traktują one właściwie o tym samym: o uwikłaniu człowieka w historię, mitologię, religię i politykę, o jego poszukiwaniu tożsamości wobec tego uwikłania. Stąd tytuł: wszyscy tęsknimy za jakimś swoistym utraconym rajem, budujemy z życia jego „Muzeum”, w którym natrafiamy na te same ograniczenia i bariery, co w codziennej rzeczywistości. Upływ czasu pozostawia w tych piosenkach – tak nam się przynajmniej wydaje – najistotniejsze, najbardziej uniwersalne treści, uwolnione od doraźnych skojarzeń politycznych, choć – jak w wypadku „Arki Noego” zdarza się nieraz powtórna aktualność tego czy innego utworu. Nie kieruje nami w żadnym razie nostalgia; to co robimy – robimy z poczuciem potrzeby mówienia o swoim widzeniu świata i sensu przekazania go Wam.

Materiał zarejestrowany został 3 listopada 1991 roku podczas koncertu w Teatrze Dramatycznym w Białymstoku.

## Twórcy
- Przemysław Gintrowski – śpiew, gitara
- Jacek Kaczmarski – śpiew, gitara
- Zbigniew Łapiński – śpiew, fortepian

Słowa: 
- Jacek Kaczmarski – 2-7, 9-14, 16, 18, 20, 21
- Natan Tenenbaum – 1,
- Mieczysław Jastrun – 8,
- Krzysztof Maria Sieniawski – 15, 17, 19

Muzyka:
- Jacek Kaczmarski – 3, 4, 6
- Przemysław Gintrowski – 1, 8, 9, 12, 14, 15, 17, 18, 19
- Zbigniew Łapiński – 2, 5, 7, 10, 11, 13, 16, 20
- Lluís Llach y Grande – 21

Dodatkowe utwory wydane wyłącznie na kasetach:
Słowa:
- Jacek Kaczmarski

Muzyka:
- Jacek Kaczmarski - 11 (Vol. 2)
- Przemysław Gintrowski - 4 (Vol. 1); 1, 5, 12 (Vol. 2)

## Lista utworów[1]

### Wersja CD
1. „Modlitwa o wschodzie słońca” (03:14)
2. „Szturm” (01:59)
3. „Strącanie aniołów” (02:20)
4. „Krajobraz po uczcie” (02:52)
5. „Samosierra (Michałowski)” (02:43)
6. „Zesłanie studentów (Malczewski)” (04:02)
7. „Wigilia na Syberii (Malczewski)” (05:22)
8. „Dziady” (02:48)
9. „Rzeź niewiniątek” (02:07)
10. „Hiob” (04:42)
11. „Chrystus i kupcy” (02:15)
12. „Pejzaż z szubienicą” (04:16)
13. „Wiosna 1905 r. (Masłowski)” (03:09)
14. „Kanapka z człowiekiem (Linke)” (03:22)
15. „Śmiech” (04:29)
16. „Karmaniola” (02:31)
17. „Pokolenie” (02:24)
18. „Arka Noego (Arrasy wawelskie)” (03:18)
19. „Epitafium dla Sergiusza Jesienina” (07:54)
20. „Upadek Związku Radzieckiego” (02:43)
21. „Mury” (05:15)

### Wersja kasetowa[1]

#### Vol. 1
1. „Modlitwa o wschodzie słońca” (03:14)
2. „Szturm” (01:59)
3. „Strącanie aniołów” (02:20)
4. „Walka Jakuba z aniołem” (02:46)
5. „Krajobraz po uczcie” (02:52)
6. „Samosierra (Michałowski)” (02:43)
7. „Zesłanie studentów (Malczewski)” (04:02)
8. „Dziady” (02:48)
9. „Wigilia na Syberii (Malczewski)” (05:22)
10. „Rzeź niewiniątek” (02:07)
11. „Hiob” (04:42)
12. „Chrystus i kupcy” (02:15)
13. „Pejzaż z szubienicą” (04:16)
14. „Wiosna 1905 r. (Masłowski)” (03:09)

#### Vol. 2
1. „Birkenau” (02:54)
2. „Kanapka z człowiekiem (Linke)” (03:22)
3. „Śmiech” (04:29)
4. „Karmaniola” (02:31)
5. „Osły i ludzie” (04:03)
6. „Pokolenie” (02:24)
7. „Arka Noego (Arrasy wawelskie)” (03:18)
8. „Epitafium dla Sergiusza Jesienina” (07:54)
9. „Upadek Związku Radzieckiego” (02:43)
10. „Mury” (05:15)
11. „Starzejesz się, Stary” (02:12)
12. „Błędy wróżbitów” (03:40)

Tytuły utworów wydanych wcześniej wyłącznie na kasetach zostały pogrubione. W 2006 roku zostały włączone do kompilacji Suplement na CD.

## Wydania[1]
- 1991 – Pomaton EMI (CD, nr kat. POM CD 008)
- 1991 – Pomaton EMI (2 kasety, nr kat. POM 023, POM 024 ). O 5 utworów więcej niż na płycie CD.
- 2002 – Płyta wydana w albumie dwupłytowym (razem z Wojną postu z karnawałem) przez Pomaton EMI (CD, nr kat. 5417412)
- 2004 – Album włączony do Syna marnotrawnego – zestawu 22 płyt wydanego przez Pomaton EMI.
- 2006 – Utwory wydane wcześniej wyłącznie na kasetach włączono do Suplementu.
- 2007 – Włączony do Arki Noego – zestawu 37 płyt wydanego przez Pomaton EMI.